# 박정옥 (1969년)

박정옥(朴定玉, 1969년 3월 8일 ~ 2020년 7월 22일)은 대한민국의 정치인이다. 제7대 울산광역시 울주군의원을 지냈다. 울산광역시 출신이다.

## 학력
- 부산디지털대학교 졸업
- 춘해보건대학교 사회복지과 졸업
- 부산대학교 대학원 행정학과 재학

## 경력
- 더불어민주당 울산시당 여성국장
- 문재인 대통령 후보 더불어민주당 울산시당 선거대책위원회 유세지원팀장
- 한살림 울산생활협동조합 식생활교육위원회 이사
- 민주평화통일자문회의 울주군 협의회 직능대표자문위원
- 문화공간소나무 대외협력팀장
- 사회복지사 자격증 보유
- 보육교사 자격증 보유
- 아동심리상담사 자격증 보유
- 제18기 민주평화통일자문회의 자문위원
- 더불어민주당 울산시당 직능위원회 사무국장
- 2018.07 ~ 2020.07 제7대 울산광역시 울주군의회 의원
- 2018.07 ~ 2020.07 제7대 울산광역시 울주군의회 전반기 원전특별위원회 위원
- 2018.07 ~ 2020.07 제7대 울산광역시 울주군의회 전반기 행정복지위원회 위원
- 2018.07 ~ 2020.07 제7대 울산광역시 울주군의회 전반기 의회운영위원회 부위원장
- 2018.07 ~ 2020.07 제7대 울산광역시 울주군의회 전반기 예산결산특별위원회 위원장

## 수상
- 적십자 회원 유공장 명예장

## 역대 선거 결과
| 실시년도 | 선거      | 대수 | 직책   | 선거구                  | 정당         | 득표수   | 득표율          | 순위 | 당락 | 비고           |
| -------- | --------- | ---- | ------ | ----------------------- | ------------ | -------- | --------------- | ---- | ---- | -------------- |
| 2018년   | 지방 선거 | 7대  | 군의원 | 울산 울주군 (나 선거구) | 더불어민주당 | 11,449표 | \| \| 24.86% \| | 1위  |      | 초선, 민선 7기 |
|          | 24.86%    |      |        |                         |              |          |                 |      |      |                |